# موش شامگاهی هت
موش شامگاهی هت (نام علمی: Otonyctomys hatti) نام یک گونه از زیرخانواده بالاروموشیان است.